# Desa Cicadas (administrativ by i Indonesien, lat -6,58, long 106,68)
Desa Cicadas är en administrativ by i Indonesien.   Den ligger i provinsen Jawa Barat, i den västra delen av landet, 40 km söder om huvudstaden Jakarta.